# Taraba major
O choró-boi (Taraba major) é uma ave passeriforme da família Thamnophilidae. É a única espécie pertencente ao gênero Taraba.

## Nomes populares
O nome choró-boi foi selecionado como nome vernáculo técnico para a espécie Taraba major pelo Comitê Brasileiro de Registros Ornitológicos (CBRO) em 2021.
É também conhecido como choca-boi ou chororó-olho-de-fogo. [carece de fontes?]

## Características
O choró-boi mede aproximadamente 20 cm de comprimento e pesa, em média, 56 gramas. O macho apresenta dorso negro, asas com faixas brancas e bolas brancas na cauda. A fêmea possui coloração uniformemente marrom nas partes superiores. Ambos os sexos possuem íris vermelha e partes inferiores brancas.

## Distribuição e habitat
Vive em bordas de mata e em cerrados. Ocorre do sul do México até o norte da Argentina e sudeste do Brasil.